# Stare Polskie
Stare Polskie – niestandaryzowana część wsi Broniszewice, położona w  województwie wielkopolskim, w powiecie pleszewskim, w gminie Czermin.
Przysiółek znajduje się w północno-wschodniej części Broniszewic. Ze wszystkich stron otoczony jest polami uprawnymi. Sąsiadującymi są przysiółki Nowe Polskie oraz Podwórze. W pobliżu przepływa Pleszewski Potok.